# Бикслер, Солон
Солон Бикслер (англ. Solon Ben Bixler, род. 4 января 1977) — инди-рок-музыкант из Фресно (Калифорния). Он является бывшим гитаристом «Thirty Seconds to Mars» и «Earlimart». В настоящее время Солон поет и играет в группе «Great Northern».

## Детство
Родившийся в Фресно, штат Калифорния, Солон Бен Бикслер рос в семье музыкантов, его родители и дядя в прошлом были участниками группы «The Wild Blue Yonder». Солон начал играть на барабанах в возрасте четырёх лет. Музыка играла важную роль в его жизни и жизни его брата. Их мать умерла в начале 1980-х, позже отец женился, у него появился ещё один ребенок.

## Музыка
В 2001 году Солон стал гитаристом «Thirty Seconds to Mars». В 2003 году он покинул группу из-за проблем с гастролями. После ухода из «Thirty Seconds to Mars», он был участником таких коллективов, как «All Smiles», «Earlimart» и «Sea Wolf». В течение многих лет Солон и Рэйчел Столт выпускали музыку, записанную на их собственных мультитрекерах. В конце концов это привело к созданию «Great Northern».